# Награды Тамбовской области
Награды Тамбовской области — награды субъекта Российской Федерации учреждённые Правительством Тамбовской области, согласно Законодательных актов Тамбовской области:
- Закона Тамбовской области от 26 февраля 2003 года № 101-З «О наградах Тамбовской области»[1];
- Закона Тамбовской области от 31 мая 2021 года № 635-З «О наградах и премиях Тамбовской области»[2]
- Постановления Правительства Тамбовской области от 19 января 2023 года № 18 «Об учреждении нагрудных знаков Правительства Тамбовской области»[3];
- Постановления Тамбовской областной Думы от 25 апреля 2003 года № 463 «Об утверждении положений о премиях Тамбовской области, описаний документов, подтверждающих награждение наградами области, их форм и образцов»;
- других законодательных актов о наградах Тамбовской области.

В соответствии с Законом от 31 мая 2021 года № 635-З, наградами Тамбовской области являются:
- Звание «Почётный гражданин Тамбовской области»;
- Почётное звание «Населенный пункт трудовой славы»;
- Нагрудный знак «Герой Труда Тамбовской области»;
- Нагрудный знак «За заслуги перед Тамбовской областью»;
- Нагрудный знак «Донорская слава Тамбовщины»;
- Почётная грамота Тамбовской области;
- Награды Главы Тамбовской области;
- Награды Правительства Тамбовской области;
- Награды Тамбовской областной Думы;
- Премии Тамбовской области.

Наградами Правительства (ранее — администрации) Тамбовской области являются:
- Нагрудный знак «За трудовые достижения»;
- Нагрудный знак «За безупречную гражданскую службу»;
- Нагрудный знак «За развитие сферы образования Тамбовской области»;
- Нагрудный знак «Почётный наставник Тамбовской области»;
- Нагрудный знак «За содействие в обеспечении безопасности и правопорядка в Тамбовской области»;
- Нагрудный знак «За содействие развитию Тамбовской области»;
- Нагрудный знак «За верность педагогической профессии»;
- Почётная грамота Правительства (ранее — администрации) Тамбовской области;
- Благодарственное письмо Правительства (ранее — администрации) Тамбовской области;
- Диплом Правительства (ранее — администрации) Тамбовской области;
- Юбилейные медали Тамбовской области.

Награды предназначены для поощрения государственных и муниципальных служащих, творческих и научных деятелей, работников учреждений, организаций и предприятий Тамбовской области, военнослужащих, сотрудников силовых ведомств, а также иных граждан Российской Федерации и граждан иностранных государств, за заслуги перед Тамбовской областью.
Для предварительного рассмотрения вопросов о присвоении наград области, а также вопросов о лишении наград области, восстановлении прав на награды области, выдаче дубликатов наградных документов создана комиссия по наградам Тамбовской области».

## Награды Тамбовской области
| Изображение награды | Наименование награды                                                                                                 | Дата учреждения      | Правила награждения | Источник |
|                     | Почётное звание «Почётный гражданин Тамбовской области» −−− (Нагрудный знак «Почётный гражданин Тамбовской области») | 28 февраля 2007 года | Присвоение звания «Почётный гражданин Тамбовской области» является высшей степенью признания заслуг гражданина перед Тамбовской областью и её населением. Звание «Почётный гражданин Тамбовской области» присваивается за особые заслуги гражданина в общественной и государственной деятельности, выдающийся вклад в социально-экономическое и культурное развитие области, высокие достижения в сфере науки, культуры, производства, иной деятельности, способствующей развитию Тамбовской области, росту благосостояния населения Тамбовской области, повышению известности и авторитета Тамбовской области в Российской Федерации и за рубежом, а также за мужество и героизм, проявленные при выполнении служебного и гражданского долга. | Введено Постановлением Тамбовской областной Думы от 28 февраля 2007 года № 462 – Звание «Почётный гражданин Тамбовской области» на информационном портале органов государственной власти Тамбовской области Архивная копия от 17 мая 2013 на Wayback Machine |
|                     | Почётное звание «Населенный пункт трудовой славы»                                                                    | 25 декабря 2020 года | Почётное звание «Населенный пункт трудовой славы» присваивается населенному пункту, трудовой героизм жителей которого во время Великой Отечественной войны 1941—1945 годов способствовал обеспечению победы в Великой Отечественной войне 1941—1945 годов. Почётное звание «Населенный пункт трудовой славы» является наградой Тамбовской области. Предложения о присвоении населенному пункту почётного звания «Населенный пункт трудовой славы» вносятся органами местного самоуправления муниципальных образований Тамбовской области, организациями независимо от форм собственности, расположенными на территории Тамбовской области, гражданами. | Введено законом Тамбовской области от 25 декабря 2020 года № 582-З «О почётном звании Тамбовской области "Населенный пункт трудовой славы"» |
|                     | Нагрудный знак «Герой Труда Тамбовской области»                                                                      | 28 февраля 2014 года | Нагрудный знак Тамбовской области «Герой Труда Тамбовской области» является высшей степенью отличия за особые трудовые заслуги перед Тамбовской областью и её населением. Нагрудным знаком награждаются граждане за достижение высоких показателей в производственной и иной деятельности, многолетний самоотверженный труд на благо Тамбовской области, проявившие профессиональное мастерство и получившие общественное признание. Нагрудным знаком могут быть награждены граждане, имеющие одну или несколько следующих наград: государственную награду Российской Федерации, награду государственных органов Российской Федерации, награду Тамбовской области, награду администрации Тамбовской области, награду Тамбовской областной Думы. Нагрудным знаком в течение одного календарного года награждаются не более трех человек. государственных органов Российской Федерации, награду Тамбовской области, награду администрации Тамбовской области, награду Тамбовской областной Думы. Лицу, награждённому нагрудным знаком, вручаются нагрудный знак и удостоверение к нему, выплачивается единовременное денежное вознаграждение в размере 50000 рублей (по состоянию на 2014 год). | введён внесением изменений от 28 февраля 2014 года в Закон Тамбовской области № 101-З «О наградах Тамбовской области» |
|                     | Нагрудный знак «За заслуги перед Тамбовской областью»                                                                | 26 февраля 2003 года | Нагрудный знак Тамбовской области «За заслуги перед Тамбовской областью» является признанием заслуг гражданина перед Тамбовской областью и её населением. Нагрудным знаком области награждаются граждане за деятельность, направленную на обеспечение благополучия Тамбовской области и роста благосостояния её населения, высокие достижения в сфере экономики, производства, науки, техники, культуры, искусства, воспитания и образования, здравоохранения, охраны окружающей среды и обеспечения экологической безопасности, законности, правопорядка и общественной безопасности, государственного управления и местного самоуправления, благотворительной и иной деятельности, способствующей всестороннему развитию Тамбовской области, повышению авторитета Тамбовской области в Российской Федерации и за рубежом. | Введён Законом Тамбовской области от 26 февраля 2003 года № 101-З «О наградах Тамбовской области» |
|                     | Нагрудный знак «Донорская слава Тамбовщины»                                                                          | 27 декабря 2022 года | Нагрудный знак Тамбовской области «Донорская слава Тамбовщины» является признанием вклада граждан в развитие донорства крови и (или) её компонентов на территории Тамбовской области. Нагрудным знаком награждаются граждане Российской Федерации, награжденные нагрудным знаком «Почётный донор России» или «Почётный донор СССР», сдавшие компоненты крови более 100 раз и активно участвующие в развитии добровольного донорства крови и её компонентов. Нагрудным знаком в течение одного календарного года награждаются не более двенадцати человек. Гражданину, награждённому нагрудным знаком, вручаются нагрудный знак и удостоверение к нему, выплачивается единовременное денежное вознаграждение в размере 30000 рублей (по состоянию на 2022 год). | введён внесением изменений от 27 декабря 2022 года № 231-З в Закон Тамбовской области № 635-З «О наградах и премиях Тамбовской области» |
|                     | Почётная грамота Тамбовской области −−− (Знак к почётной грамоте)                                                    | 27 октября 2004 года | Почётная грамота Тамбовской области является формой поощрения коллективов предприятий, учреждений, организаций всех форм собственности, общественных организаций и граждан за заслуги в социально-экономическом развитии области, достигнутые успехи в государственной, муниципальной, производственной и иной деятельности, многолетний добросовестный труд. Почётная грамота области вручается лицам, имеющим одну или несколько следующих наград: государственную награду Российской Федерации, награду государственных органов Российской Федерации, награду Тамбовской области, а также Почётную грамоту Тамбовской областной Думы, Почётную грамоту администрации Тамбовской области. Гражданам и коллективам, награждённым Почётной грамотой области, одновременно вручается наградной знак Почётной грамоты области и денежное вознаграждение. Сведения о награждении Почётной грамотой области работающих граждан заносятся работниками кадровых служб в трудовые книжки награждённых по месту их трудовой деятельности. | Введена Законом Тамбовской области от 26 февраля 2003 года № 101-З «О наградах Тамбовской области» |
|                     | Премии Тамбовской области                                                                                            | *                    | Премиями Тамбовской области являются премии имени: Г.Р.Державина, В.В.Сенько, И.В.Мичурина, Е.А.Боратынского, В.Ф.Войно-Ясенецкого, И.Н.Марина, А.М.Герасимова, С.В.Рахманинова, М.Н.Мордасовой, А.К.Воронского, Чичериных, В.А.Щуко, Л.К.Рамзина, В.И.Вернадского, И.И.Дубасова, В.М.Боброва, З.А.Космодемьянской, А.М.Носова. По каждой премии области постановлением областной Думы утверждается отдельное положение. Премии области присуждаются областной Думой ежегодно в количестве одной именной премии. Лицам, организациям, удостоенным премии области, присваивается звание «Лауреат премии Тамбовской области», вручаются Диплом лауреата и денежная премия. Имена граждан, наименования организаций, удостоенных премий области, заносятся в Книгу лауреатов премий Тамбовской области. Книга лауреатов премий области ведется администрацией области и хранится в областном краеведческом музее на специально отведенном и оборудованном месте. | Премии Тамбовской области на информационном портале органов государственной власти Тамбовской области |

## Награды Правительства (ранее — администрации) Тамбовской области
| Изображение награды | Наименование награды                                                                          | Дата учреждения       | Правила награждения | Источник |
|                     | Нагрудный знак «За трудовые достижения»                                                       | 21 сентября 2006 года | Нагрудный знак Правительства Тамбовской области «За трудовые достижения» является поощрением за выдающиеся заслуги в экономической сфере, науке, образовании, культуре, искусстве, охране здоровья, жизни, прав граждан, благотворительной деятельности, охране законности и правопорядка и в иных сферах деятельности. Нагрудным знаком награждаются граждане Российской Федерации, проживающие на территории области, уже отмеченные Почётной грамотой администрации области, но не ранее чем через три года после предыдущего награждения. Нагрудным знаком также могут быть награждены граждане, проживающие на территории других субъектов Российской Федерации, иностранные граждане и лица без гражданства за плодотворное сотрудничество и вклад в социально-экономическое развитие Тамбовской области. | Утверждён постановлением администрации области от 21 сентября 2006 года № 1061 ––– Повторно утверждён Постановлением Правительства Тамбовской области от 19 января 2023 года № 18 «Об учреждении нагрудных знаков Правительства Тамбовской области»         |
|                     | Нагрудный знак «За безупречную гражданскую службу» I, II и III степени                        | 21 сентября 2006 года | Нагрудный знак Правительства Тамбовской области «За безупречную гражданскую службу» является поощрением для государственных гражданских служащих области за безупречную и продолжительную государственную гражданскую службу области, профессионализм, внесение значительного личного вклада в укрепление государственности, социально-экономическое развитие области, достижение значительных результатов в служебной деятельности, высокую культуру исполнения должностных обязанностей. Нагрудным знаком награждаются государственные гражданские служащие области, имеющие стаж государственной гражданской службы области от 15 до 25 лет, ранее награждённые Почётной грамотой администрации области, но не ранее чем через 3 года после предыдущего награждения. Награждение приурочивается к достижению государственным гражданским служащим области стажа государственной гражданской службы области 15, 20 и 25 лет. Нагрудным знаком в течение одного календарного года награждаются не более 6 человек. Решение о награждении Нагрудным знаком «За безупречную гражданскую службу» принимается главой администрации области и оформляется постановлением администрации области. | Утверждён постановлением администрации области от 21 сентября 2006 года № 1061 ––– Повторно утверждён Постановлением Правительства Тамбовской области от 19 января 2023 года № 18 «Об учреждении нагрудных знаков Правительства Тамбовской области»         |
|                     | Нагрудный знак «За развитие сферы образования Тамбовской области»                             | 21 сентября 2006 года | Нагрудный знак Правительства Тамбовской области «За развитие сферы образования Тамбовской области» является поощрением для педагогических и руководящих работников муниципальных и государственных образовательных учреждений, работников органов управления образованием за заслуги в педагогической и воспитательной деятельности, организации и обеспечении образовательного процесса, подготовке квалифицированных специалистов, за большой личный вклад в реализацию образовательных программ, внедрение инновационных технологий обучения, организацию учебно-методической работы, эффективное управление образовательными учреждениями, системой образования области. Нагрудным знаком награждаются учителя, преподаватели, воспитатели, работники системы дополнительного образования, высшего и среднего профессионального образования, органов управления образованием, института повышения квалификации работников образования, имеющие педагогический стаж не менее 15 лет, заслуги которых ранее уже отмечены Почетной грамотой администрации области, и не ранее чем через три года после предыдущего награждения. В исключительных случаях Нагрудным знаком также могут быть награждены работники других сфер деятельности за плодотворное сотрудничество и значительный вклад в развитие сферы образования Тамбовской области. | Утверждён постановлением администрации области от 21 сентября 2006 года № 1061 ––– Повторно утверждён Постановлением Правительства Тамбовской области от 19 января 2023 года № 18 «Об учреждении нагрудных знаков Правительства Тамбовской области»         |
|                     | Нагрудный знак «Почётный наставник Тамбовской области»                                        | 19 января 2023 года   | Нагрудный знак Правительства Тамбовской области «Почётный наставник Тамбовской области» является наградой для лучших наставников из числа высококвалифицированных работников промышленности и сельского хозяйства, транспорта, связи, иных видов экономической деятельности, инженерно-технических работников, лиц, замещающих государственные должности в Тамбовской области, муниципальные должности муниципальных образований Тамбовской области, государственных и муниципальных служащих, учителей, преподавателей и других работников образовательных организаций, врачей и других работников медицинских и фармацевтических организаций, работников культуры и деятелей искусства, работников сферы строительства и жилищно-коммунального хозяйства, архитектуры и градостроительства за личные заслуги в содействии молодым (в возрасте до 35 лет) рабочим, специалистам, служащим, участникам областных конкурсов и олимпиад: - в успешном овладении профессиональными знаниями, навыками и умениями, в профессиональном становлении; - в приобретении опыта работы по специальности, формировании практических знаний и навыков; - в совершенствовании форм и методов работы; - в повышении общественной активности и формировании гражданской позиции. Нагрудным знаком награждаются лица, проживающие и работающие на территории Тамбовской области и за её пределами за значительный вклад в развитие наставничества в Тамбовской области. Нагрудным знаком награждаются граждане, имеющие стаж наставнической деятельности: - не менее 5 лет; - не менее 3 лет при наличии нагрудного знака «За содействие развитию Тамбовской области»; - не менее 2 лет при наличии нагрудного знака «За содействие развитию Тамбовской области», Грамоты Правительства (администрации) Тамбовской области, а также награды органа местного самоуправления и (или) исполнительного органа Тамбовской области. | Утверждён Постановлением Правительства Тамбовской области от 19 января 2023 года № 18 «Об учреждении нагрудных знаков Правительства Тамбовской области» ———                                                                                                 |
|                     | Нагрудный знак «За содействие в обеспечении безопасности и правопорядка в Тамбовской области» | 19 января 2023 года   | Нагрудный знак Правительства Тамбовской области «За содействие в обеспечении безопасности и правопорядка в Тамбовской области» является наградой для лиц, которые своим участием (оказанием содействия) вносят значительный вклад в обеспечение на территории Тамбовской области профилактики и пресечения правонарушений в сфере общественного порядка, общественной безопасности и противодействия терроризму, безопасности дорожного движения, подготовки жителей Тамбовской области к прохождению военной службы, предупреждения и ликвидации пожаров и чрезвычайных ситуаций природного и техногенного характера. Нагрудным знаком награждаются: - сотрудники органов, обеспечивающих законность, правопорядок и общественную безопасность, а также органов по предупреждению и ликвидации пожаров и чрезвычайных ситуаций, воинских формирований на территории Тамбовской области, но не ранее чем через 20 лет с начала осуществления профессиональной деятельности на территории Тамбовской области; - граждане Российской Федерации, не менее 5 лет активно и плодотворно участвующие в развитии сферы безопасности и правопорядка на территории Тамбовской области, в том числе члены добровольных народных дружин, добровольцы из добровольных пожарных команд и добровольных пожарных дружин. Повторное награждение нагрудным знаком не производится. | Утверждён Постановлением Правительства Тамбовской области от 19 января 2023 года № 18 «Об учреждении нагрудных знаков Правительства Тамбовской области» |
|                     | Нагрудный знак «За содействие развитию Тамбовской области»                                    | 19 января 2023 года   | Нагрудный знак Правительства Тамбовской области «За содействие развитию Тамбовской области» является наградой для лиц, проживающих и работающих на территории Тамбовской области и за её пределами, которые своим деятельным участием активно способствуют социально-экономическому, культурному развитию Тамбовской области, повышению её авторитета, укреплению межрегионального и международного сотрудничества. Повторное награждение нагрудным знаком не производится. Решение о награждении нагрудным знаком принимается Главой Тамбовской области и оформляется распоряжением Правительства Тамбовской области. | Утверждён Постановлением Правительства Тамбовской области от 19 января 2023 года № 18 «Об учреждении нагрудных знаков Правительства Тамбовской области» ———                                                                                                 |
|                     | Нагрудный знак «За верность педагогической профессии»                                         | 21 сентября 2006 года | Нагрудный знак Правительства Тамбовской области «За верность педагогической профессии» является поощрением для педагогических и руководящих работников муниципальных областных государственных образовательных учреждений за многолетний добросовестный труд в системе образования. Нагрудным знаком награждаются педагогические и руководящие работники, имеющие педагогический стаж не менее 25 лет, при их увольнении по собственному желанию в связи с выходом на трудовую пенсию по старости (за исключением досрочной трудовой пенсии по старости). Один и тот же гражданин не может быть награждён Нагрудным знаком дважды. Награждённым педагогическим и руководящим работникам муниципальных общеобразовательных и областных государственных образовательных учреждений в соответствии с принятыми образовательными учреждениями правовыми актами выплачивается единовременное денежное вознаграждение. | Утверждён постановлением администрации области от 21 сентября 2006 года № 1061 ––– Повторно утверждён Постановлением Правительства Тамбовской области от 19 января 2023 года № 18 «Об учреждении нагрудных знаков Правительства Тамбовской области»         |
|                     | Почётная грамота Правительства (ранее — администрации) Тамбовской области                     | 12 сентября 2007 года | Почётная грамота Правительства (ранее — администрации) Тамбовской области является одной из форм поощрений за достижения в сфере производства, науки, культуры, образования, здравоохранения, охраны общественного порядка, исполнение воинского долга, за активную общественную и благотворительную деятельность. Почётной грамотой награждаются коллективы предприятий, учреждений, организаций независимо от формы собственности, общественных организаций, граждане за конкретный вклад в социально-экономическое развитие области, а также в связи с юбилеями и профессиональными праздниками и имеющие стаж профессиональной деятельности в соответствующей отрасли не менее 10 лет, награждённые ранее грамотами органов местного самоуправления районов и городов области, органов исполнительной власти области, период между последним поощрением наградой органа местного самоуправления, органа исполнительной власти области и представлением к награждению Почётной грамотой не должен быть менее 5 лет. | Утверждена постановлением администрации области от 12 сентября 2007 года №1009 ––– Повторно утверждена Постановлением Правительства Тамбовской области от 22 марта 2023 года № 213 «Об учреждении Грамоты Правительства Тамбовской области»                 |
|                     | Благодарственное письмо Правительства (ранее — администрации) Тамбовской области              | 12 сентября 2007 года | Благодарственное письмо Правительства (ранее — администрации) Тамбовской области является формой поощрения трудовых коллективов предприятий, учреждений и организаций независимо от формы собственности, граждан за успехи в области науки и техники, производства, культуры и искусства, архитектуры, строительства, здравоохранения, просвещения, спорта, благотворительной деятельности, за вклад в организацию и проведение мероприятий областного и федерального значения. | Утверждено постановлением администрации области от 12 сентября 2007 года №1009 ––– Повторно утверждено Постановлением Правительства Тамбовской области от 12 января 2023 года № 9 «Об учреждении Благодарственного письма Правительства Тамбовской области» |
|                     | Диплом Правительства (ранее — администрации) Тамбовской области I, II и III степени           | 12 сентября 2007 года | Диплом Правительства (ранее — администрации) Тамбовской области является формой поощрения за высокие достижения в производстве, строительстве, культуре, искусстве, воспитании и образовании, спорте, общественной жизни и других сферах деятельности. Дипломом награждаются трудовые коллективы предприятий, учреждений и организаций независимо от формы собственности, районы, города, сельсоветы и иные муниципальные образования, а также граждане, занявшие призовые места по итогам проводимого на основании постановления администрации области соревнования, конкурса, смотра, выставки. Дипломы в зависимости от итогов проведенного мероприятия могут быть степенные: I степени, II степени, III степени. | Утверждён постановлением администрации области от 12 сентября 2007 года №1009 ––– Повторно утверждён Постановлением Правительства Тамбовской области от 18 апреля 2023 года № 296 «Об учреждении Диплома Правительства Тамбовской области»                  |

## Юбилейные медали Тамбовской области
| Изображение награды | Наименование награды                         | Дата учреждения      | Правила награждения | Источник |
|                     | Юбилейная медаль «75 лет Тамбовской области» | 29 февраля 2012 года | Юбилейная медаль «75 лет Тамбовской области» вручалась гражданам за достигнутые трудовые успехи, патриотическое воспитание подрастающего поколения, за образцовое исполнение служебного долга и значительный вклад в социально-экономическое, культурное развитие области, награждённым государственными наградами Российской Федерации, ведомственными наградами, наградами Тамбовской области, Почётной грамотой и нагрудными знаками администрации Тамбовской области, Почётной грамотой Тамбовской областной Думы. Вместе с юбилейной медалью «75 лет Тамбовской области» вручалось удостоверение к ней, за подписью Главы администрации Тамбовской области и Председателя Тамбовской областной думы. | Утверждена постановлением администрации области от 29 февраля 2012 года № 217 – Положение о юбилейной медали «75 лет Тамбовской области»      |
|                     | Юбилейная медаль «80 лет Тамбовской области» | 9 декабря 2016 года  | Юбилейная медаль «80 лет Тамбовской области» вручалась гражданам за достигнутые трудовые успехи, патриотическое воспитание подрастающего поколения, образцовое исполнение служебного долга и значительный вклад в социально-экономическое, культурное развитие области, ранее награждённым одной или несколькими из следующих наград: государственной наградой Российской Федерации, СССР, РСФСР, наградой государственных органов Российской Федерации, наградой Тамбовской области, наградой администрации Тамбовской области, наградой Тамбовской областной Думы, на основании ходатайств должностных лиц, указанных в Положении о юбилейной медали. Вместе с юбилейной медалью «80 лет Тамбовской области» вручалось удостоверение к ней, за подписью Главы администрации Тамбовской области и Председателя Тамбовской областной думы. | Утверждена постановлением администрации области от 9 декабря 2016 года № 1442 – Положение о юбилейной медали «80 лет Тамбовской области» –––  |
|                     | Юбилейная медаль «85 лет Тамбовской области» | 7 июля 2022 года     | Юбилейная медаль «85 лет Тамбовской области» вручается гражданам, организациям (коллективам организаций) за достигнутые трудовые успехи, патриотическое воспитание подрастающего поколения, образцовое исполнение служебного долга и значительный вклад в социально-экономическое, культурное развитие области, на основании ходатайств должностных лиц, указанных в Положении о юбилейной медали. Вместе с юбилейной медалью «85 лет Тамбовской области» вручается удостоверение к ней, за подписью Главы Тамбовской области. | Утверждена постановлением Главы администрации области от 7 июля 2022 года № 97 – Положение о юбилейной медали «85 лет Тамбовской области» ––– |